# Lejops smirnovi
Lejops smirnovi är en tvåvingeart som först beskrevs av Stackelberg 1924.  Lejops smirnovi ingår i släktet sävblomflugor, och familjen blomflugor. Inga underarter finns listade i Catalogue of Life.